# Volkswagen Passat
 Denne artikel omhandler en bilmodel. For andre betydninger af ordet Passat, se Passat (flertydig).
Volkswagen Passat er en modelbetegnelse for en stor mellemklassebil fra den tyske Volkswagen-koncern.

## Modelhistorie
Den oprindelige version (B1) var baseret på den i efteråret 1972 introducerede Audi 80 og kom på markedet i foråret 1973 som combi coupé. I starten af 1974 fulgte stationcarversionen kaldet Variant.
Med de frem til i dag otte Passat-generationer er bilen vokset ved hvert generationsskifte, den aktuelle Passat (B8) er med en længde på 4,78 m og en bredde på 1,83 m betydeligt større end den første model (længde 4,20 m, bredde 1,60 m). Frem til april 2007 blev der bygget mere end 15 millioner eksemplarer af Volkswagen Passat, Volkswagen Dasher og den beslægtede Volkswagen Santana. Dermed ligger Passat på niendepladsen over verdens mest byggede biler.
I midten af 2008 kom der med Passat CC en firedørs coupéudgave på markedet.
I dag omfatter modelprogrammet Limousine (sedan) og stationcarversionen Variant, hvor sidstnævnte er betydeligt mere efterspurgt (salgsandel over 70%). I 2004 var Volkswagen Passat Tysklands mest solgte firma- og tjenestebil. 86,1% af alle nyindregistreringer i Tyskland var i år 2011 erhvervsmæssige. I 2006 blev der tilsammen nyindregistreret 124.611 biler.
På Detroit Motor Show blev der i januar 2011 introduceret en større version til USA.

## Bemærkelsesværdigt
I Passat er motorens placering flere gange blevet ændret. Frem til byggeserie B2 havde Passat langsliggende motorer, så de fra Audi 80/90 (type 81/85) kendte, til langsliggende indbygning beregnede femcylindrede rækkemotorer kunne benyttes. Med byggeserie B3/B4 gik man over til tværliggende motorer, så topmodellen var udstyret med den til tværliggende montering beregnede VR6-motor. Med modelskiftet til B5 gik man tilbage til langsliggende motorer, så Audis V6-motor kunne installeres. Også en W8-version med ottecylindret motor var på programmet. Ved skiftet til byggeserie B6 gik man igen tilbage til tværliggende motorer, så den aktuelle VR6-motor da blev topmotor.

## Navn
Oprindeligt opstod Passat som EA (Entwicklungsauftrag = udviklingsopgave) 400 og skulle på markedet som "type 511". Da man på Volkswagen-fabrikken besluttede at benytte navne i stedet for numre, var det overflødigt at tænke på typenummeret. Modelseriens navn er i EU hentet fra den østlige Passat-vind, som ved Ækvator som følge af sin beståen siden Columbus og den tidlige nutid har haft betydning for både sø- og flyvefart. Med modelnavnene Scirocco, Jetta, Santana og Bora fortsatte Volkswagen denne form for navngivning.

## Overblik over de enkelte byggeserier
- Passat B1 (type 32)
1973−1977
- Passat B1 (type 32A)
1977−1980
- Passat B2 (type 32B)
1980−1985
- Passat B2 (type 32B)
1985−1988
- Passat B3 (type 35i)
1988−1993
- Passat B4 (type 3A)
1993−1996 (Variant: 1997)
- Passat B5 (type 3B)
1996 (Variant: 1997)–2000
- Passat B5 GP (type 3BG)
2000−2005
- Passat B6 (type 3C)
2005−2010
- Passat CC (type 3C)
2008−
- Passat B7 (type 3C)
2010−2014
- Passat (NMS)
2011−
- Passat B8
2014−2023

## Produktionssteder
Mellem 1974 og 1977 blev Passat bygget på Volkswagen-fabrikken i Wolfsburg. Siden 1976 bygges Passat i Tyskland på Volkswagen-fabrikken i Emden, hvor Passat CC hhv. CC også blevet bygget siden sin introduktion.

## Konkurrenter
- Alfa Romeo Alfetta, 75, 155, 156, 159, Giulia
- Audi 80, A4
- Austin Montego
- BMW 3-serie
- Citroën GS/GSA, BX, Xantia, C5
- Fiat Croma
- Ford Cortina, Taunus, Sierra, Mondeo
- Honda Accord
- Hyundai Stellar, Sonata, i40Mazda 616, 626, 6, 818
- Mercedes-Benz 190, C-klasse
- Mitsubishi Galant
- Nissan Bluebird, Primera
- Opel Ascona, Vectra, Insignia
- Peugeot 404, 405, 406, 407, 508
- Renault 18, 21, Laguna
- Rover 600-serie, 75
- Saab 99, 90, 900, 9-3
- SEAT Exeo
- Škoda Superb
- Subaru Leone, Legacy
- Toyota Corona, Carina, Avensis
- Volvo 850, S60, S70, V60, V70